# Тамаругаль (провинция)
Провинция Тамаругаль (исп. Provincia del Tamarugal) — провинция в Чили в составе области Тарапака. Административный центр — Посо-Альмонте. Названа по пустынному плато Тамаругаль.
Провинция административно разделена на 5 коммун.
Территория — 	39 390,5	 км². Численность населения — 	30 715 жителей (2017). Плотность населения — 0,78 чел./км².
Административный центр — город Посо-Альмонте.

## География
Провинция занимает большую часть области Тарапака.
Провинция граничит:
- на севере — с провинциями Арика и Паринакота;
- на востоке — с Аргентиной;
- на юге — с провинциями Токопилья и Эль-Лоа;
- на западе — с провинцией Икике.

На северо-западе территория провинции выходит к побережью Тихого океана.

## Административное деление
Провинция административно разделена на 5 коммун:
- Посо-Альмонте. Административный центр — Посо-Альмонте.
- Каминья. Административный центр — Каминья.
- Кольчане. Административный центр — Кольчане.
- Уара. Административный центр — Уара.
- Пика. Административный центр — Пика.

## Демография
Согласно сведениям, собранным в ходе переписи 2017 г. Национальным институтом статистики (INE),  население провинции составляет:
| Полное население                            | Полное население                            | Полное население                            | Полное население                            | Полное население                            | 30 715 |
| ------------------------------------------- | ------------------------------------------- | ------------------------------------------- | ------------------------------------------- | ------------------------------------------- | ------ |
| в том числе:                                | Городское население                         | 15 116                                      | Процент городского населения, %             | 49,21                                       |        |
|                                             | Сельское население                          | 15 599                                      | Процент сельского населения, %              | 50,79                                       |        |
|                                             | Мужское население                           | 18 690                                      | Процент мужского населения, %               | 60,85                                       |        |
|                                             | Женское население                           | 12 025                                      | Процент женского населения, %               | 39,15                                       |        |
| Плотность населения, чел/км²                | Плотность населения, чел/км²                | Плотность населения, чел/км²                | Плотность населения, чел/км²                | Плотность населения, чел/км²                | 0,78   |
| Население провинции в % к населению области | Население провинции в % к населению области | Население провинции в % к населению области | Население провинции в % к населению области | Население провинции в % к населению области | 9,29   |

| Динамика изменения населения провинции | Динамика изменения населения провинции | Динамика изменения населения провинции | Динамика изменения населения провинции |
| -------------------------------------- | -------------------------------------- | -------------------------------------- | -------------------------------------- |
| 1992                                   | 2002                                   | 2012                                   | 2017                                   |
| —                                      | —                                      | 20 613                                 | 30 715▲                                |

## Важнейшие населенные пункты[4]
| № | Населённый пункт | Населённый пункт (исп.) | Категория | Население чел. (2017) | На карте                        |
| - | ---------------- | ----------------------- | --------- | --------------------- | ------------------------------- |
| 1 | Посо-Альмонте    | Pozo Almonte            | город     | 6384                  | 20°15′35″ ю. ш. 69°47′10″ з. д. |
| 1 | Пика             | Pica                    | город     | 2642                  | 20°29′22″ ю. ш. 69°19′46″ з. д. |
| 2 | Кольягуаси       | Collaguasi              | город     | 2032                  | 20°58′12″ ю. ш. 68°37′29″ з. д. |
| 1 | Уара             | Huara                   | поселок   | 956                   | 19°59′44″ ю. ш. 69°46′15″ з. д. |
| 3 | Кебрада-Бланка   | Quebrada Blanca         | поселок   | 821                   | 21°00′11″ ю. ш. 68°47′39″ з. д. |
| 2 | Ла-Тирана        | La Tirana               | поселок   | 818                   | 20°20′09″ ю. ш. 69°39′24″ з. д. |
| 1 | Кольчане         | Colchane                | поселок   | 720                   | 19°16′34″ ю. ш. 68°38′17″ з. д. |
| 3 | Маминья          | Mamiña                  | поселок   | 548                   | 20°04′19″ ю. ш. 69°13′01″ з. д. |
| 4 | Бакедано         | Baquedano               | поселок   | 410                   | 20°08′16″ ю. ш. 69°45′12″ з. д. |
| 4 | Матилья          | Matilla                 | поселок   | 361                   | 20°30′50″ ю. ш. 69°21′41″ з. д. |
| 2 | Пачика           | Pachica                 | поселок   | 304                   | 19°51′58″ ю. ш. 69°25′56″ з. д. |